# Rober Correa
Roberto Antonio Correa Silva (Badajoz, España, 29 de septiembre de 1992) es un futbolista español que juega como defensa en el Racing Club de Ferrol de la Segunda División de España.

## Trayectoria
Formado en la cantera del Rayo Vallecano, disputó dos partidos en la máxima categoría con el conjunto de Vallecas en la temporada 2011-12. En 2013 fue traspasado al R. C. D. Espanyol, donde jugaría en su filial y en la temporada 2015-16 jugó siete partidos de Liga con el primer equipo. Jugó cedido en la temporada 2016-17 en el Elche C. F. de la Segunda División.
Tras militar dos años en el Cádiz C. F., en julio de 2019 fichó por la S. D. Eibar para las siguientes tres temporadas. Finalmente estuvo cinco en las que jugó 85 partidos.
El 3 de septiembre de 2024 se hizo oficial su incorporación al Racing Club de Ferrol.

## Clubes
| Club                  | País   | Año       |
| --------------------- | ------ | --------- |
| Rayo Vallecano "B"    | España | 2011-2012 |
| Rayo Vallecano        | España | 2012-2013 |
| R. C. D. Espanyol "B" | España | 2013-2015 |
| R. C. D. Espanyol     | España | 2015-2016 |
| Elche C. F.           | España | 2016-2017 |
| Cádiz C. F.           | España | 2017-2019 |
| S. D. Eibar           | España | 2019-2024 |
| Racing Club de Ferrol | España | 2024-     |